# Герб Вадуца
Герб Вадуца — официальный геральдический символ столицы Лихтенштейна Вадуца.

## Описание
Герб Вадуца представляет собой геральдический щит испанской формы. Щит разделен на 4 равнозначные части. Верхняя правая и нижняя левая части окрашены в белый цвет, верхняя левая и нижняя правая части окрашены в красный цвет. На белых частях изображена корона. На красных частях изображён флаг. Флаг на гербе служит напоминанием о том, что граф Хартман III Варденберг-Саргани в 1342 году получил в дар земли, которые на сегодняшний день являются территорией Оберланд а, а часть территории — Унтерланда. Договор, согласно которому состоялось вручение земель графу, и стал началом существования графства Вадуц. Также этот символ служит указанием на то, что графы Вадуца основали церковь Святого Флорина. Герб был пожалован жителям Вадуца главой государства в 1978 году.